# Hoče - Slivnica
Hoče - Slivnica là một khu tự quản (tiếng Slovenia: občine, số ít – občina) trong vùng Podravska của Slovenia. Hoče - Slivnica có diện tích 53.7 km2, dân số là theo điều tra ngày 31 tháng 3 năm 2002 là 9629 người. Thủ phủ khu tự quản Hoče - Slivnica đóng tại Hoce.